# Савшинский, Самарий Ильич
Сама́рий Ильи́ч Савши́нский (24 июня [6 июля] 1891, Петербург — 19 октября 1968, Ленинград) — российский советский пианист и музыкальный педагог, профессор Ленинградской консерватории (1923).

## Биография

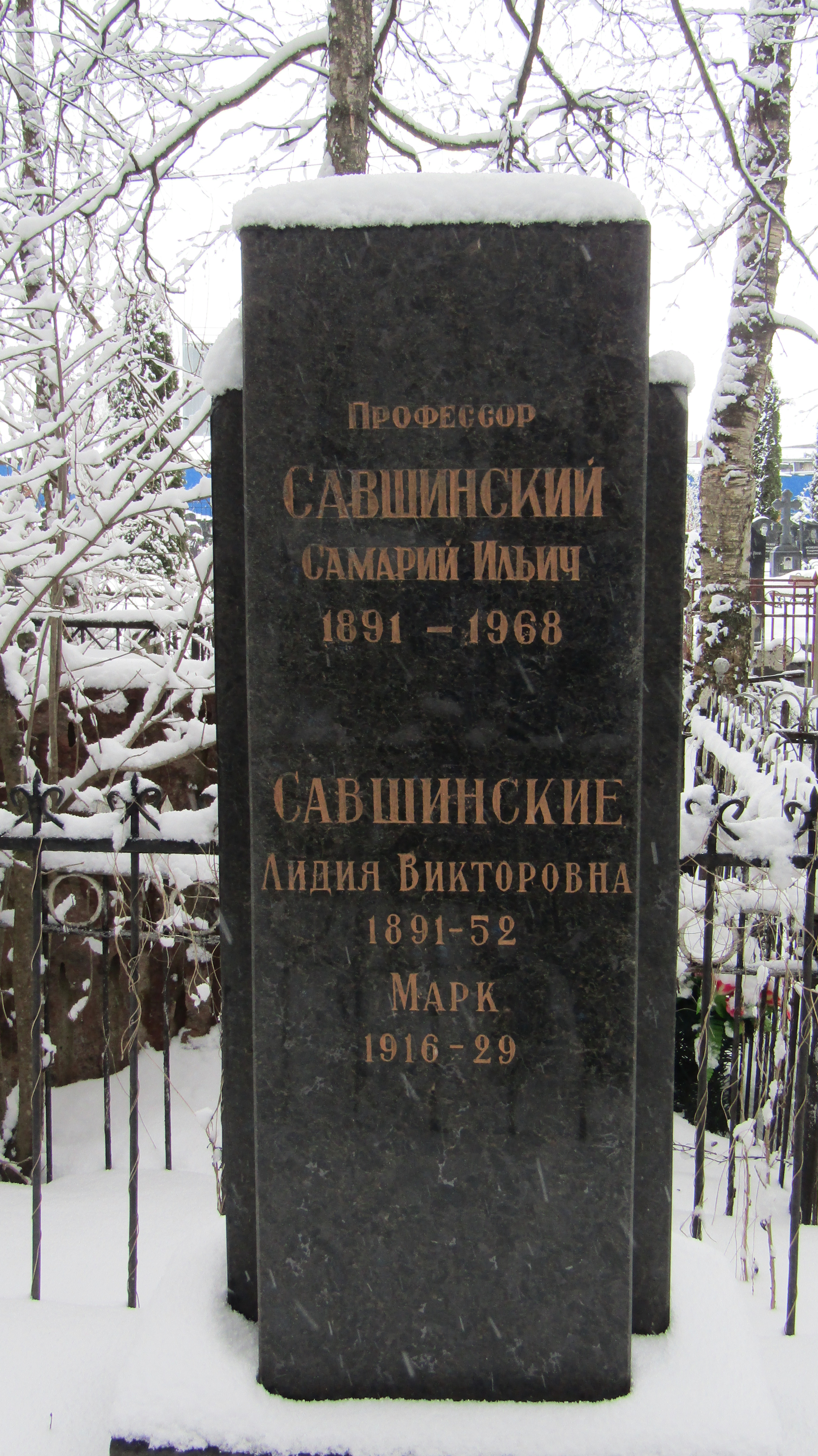
Могила Савшинского С. И. Серафимовское кладбище, Санкт-Петербург.

Родился в семье музыканта Ильи (Эльи) Сергеевича Савшинского (1870—1938) и его жены Анны (Ханы) Семеновны Савшинской (урожд. Табакина; 1872—1939), оба дедушки были кантонистами. Брат — Адольф Ильич Савшинский (1898—1957) доцент ЛПМИ, брат — Владимир Ильич Савшинский (умер в 1918 от сыпного тифа) врач, сестра — Раиса Ильинична Шапиро преподаватель школы-десятилетки при Ленинградской консерватории. Внучатая племянница — Елена Викторовна Савшинская врач, замужем за певцом Александром Розенбаумом.
Окончил Петроградскую консерваторию, ученик Леонида Николаева (впоследствии автор биографии своего учителя: «Леонид Владимирович Николаев. Очерк жизни и творческой деятельности». — Л.: Советский композитор, 1960). В связи с революционными событиями в Петрограде в 1917 году материальное положение семьи Савшинских ухудшилось и они переселились на Кубань, а в феврале 1918 года Самарий Савшинский также уехал из Петрограда к семье. В 1918 году устроился на работу в Ростовскую Нижне-Донскую Консерваторию РМО.
Как концертирующий музыкант был малоизвестен, однако стал крупным педагогом и методистом. Возглавлял среднюю специальную музыкальную школу при Ленинградской консерватории, заведовал кафедрой фортепиано, с 1941 г. был деканом фортепианного факультета. Среди учеников Савшинского — Лазарь Берман, Моисей Хальфин, Олег Каравайчук, Виталий Маргулис, Марк Тайманов, Георгий Сараджев, Михаил Банк, Наталия Корыхалова и др.
Савшинскому принадлежат методические пособия «Пианист и его работа» (1961, переиздание 2002), «Режим и гигиена пианиста» (1963), «Работа пианиста над музыкальным произведением» (1964, переиздание 2004), «Работа пианиста над техникой» (1968) и др.
Был женат на Лидии Викторовне Былим-Колосовской (1891—1952), сын Марк Савшинский (1917—1929) умер от менингита. После смерти Лидии Викторовны женился второй раз на молодой пианистке А. Е. Милявской.
21 февраля 1938 года награждён орденом «Знак Почёта» в связи с 75-летним юбилеем Ленинградской консерватории и за выдающиеся заслуги в области подготовки музыкальных кадров.